# Justinas Lagunavičius
Justinas Lagunavičius, né le 4 septembre 1924, à Kaunas, dans la République socialiste soviétique de Lituanie, mort le 15 juillet 1997, à Kaunas, en Lituanie, est un ancien joueur soviétique de basket-ball. 

## Palmarès
- Finaliste des Jeux olympiques 1952
- Champion d'Europe 1947
- Champion d'Europe 1951
- Champion d'Europe 1953